# Nietykalni (stróże prawa)

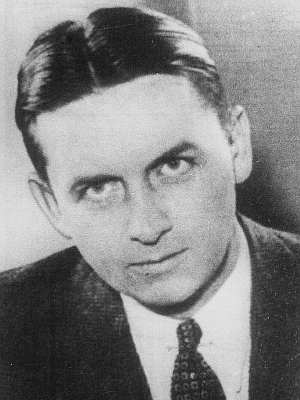
Eliot Ness – agent federalny i polityk

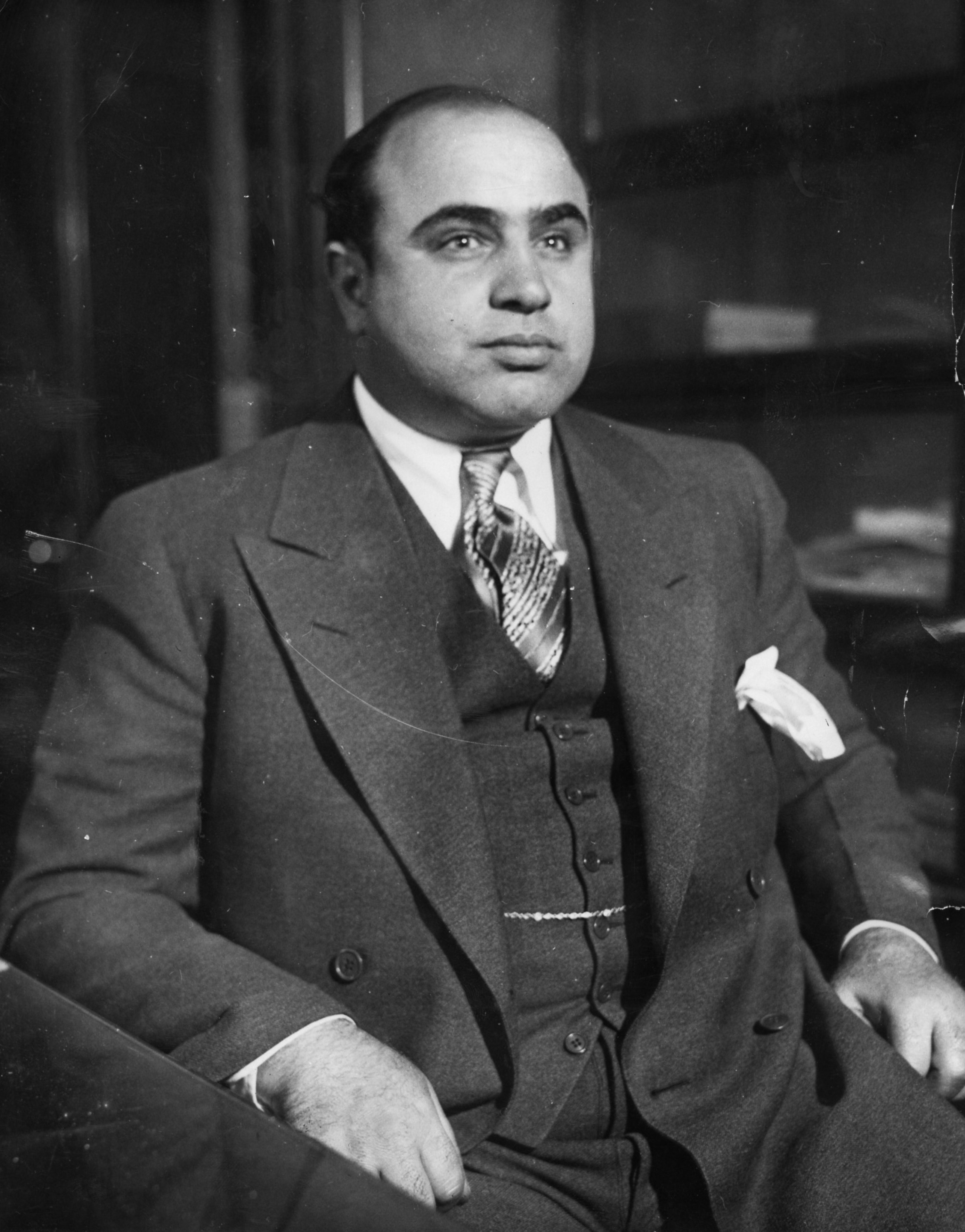
Al Capone – gangster, który zyskał rozgłos w czasach prohibicji

Nietykalni (ang. The Untouchables) – dowodzona przez Eliota Nessa jedenastoosobowa grupa specjalnych agentów, znana z powodu swojej odwagi i nieprzekupności, egzekwująca przestrzeganie prohibicji i usiłująca doprowadzić Ala Capone przed oblicze wymiaru sprawiedliwości.
Po elekcji Herberta Hoovera na prezydenta USA minister finansów Andrew Mellon został obarczony zadaniem złapania Alphonse'a Capone, który m.in. sterował handlem alkoholu na wielką skalę. Rząd federalny podszedł do problemu, atakując organizację Capone na dwóch frontach. Pierwszym z nich były dochodzenia urzędu skarbowego, które miały zbadać historię dochodów Capone i jego podwładnych, by sprawdzić, czy można oskarżyć ich o uchylanie się od płacenia podatków. Zajmowała się tym jednostka urzędu skarbowego dowodzona przez Franka Wilsona pod ścisłym nadzorem Elmera Irey.
Drugim frontem była działalność specjalnej jednostki Biura Prohibicji, ówcześnie jednego z oddziałów ministerstwa sprawiedliwości, która miała urządzać naloty na destylarnie, browary i nielegalne bary sprzedające alkohol. Na dowódcę tej elitarnej jednostki, nazwanej później Nietykalnymi, wybrany został Eliot Ness.
Dobranie ludzi do oddziału było niełatwym zadaniem, gdyż wśród ówczesnych stróżów prawa korupcja była zjawiskiem powszechnym. Przeglądając akta agentów Biura Prohibicji, Ness wybrał początkowo 50 ludzi, potem zmniejszył skład do 15, a na końcu do 11 godnych zaufania osób. Wkrótce zaczęły się naloty na destylarnie i browary; jak twierdził Ness, w ciągu sześciu miesięcy udało mu się przejąć wytwórnie alkoholu o łącznej wartości przekraczającej milion dolarów. Większość informacji o lokalizacji nielegalnych barów uzyskano dzięki przeprowadzonej na szeroką skalę operacji zakładania podsłuchów.
Próba przekupienia agentów Nessa przez Capone została przez Nessa upubliczniona, dzięki czemu media nazwały ich „Nietykalnymi”. Wiele razy usiłowano zabić Nessa, a jego bliski przyjaciel został zamordowany.
Wraz z zakończeniem sprawy Capone „Nietykalni” zostali rozwiązani, a Ness w uznaniu swoich zasług został awansowany na Naczelnego Śledczego chicagowskiego wydziału Biura Prohibicji.